# Lisístrato
Lisístrato foi um escultor da Grécia Antiga, ativo no século IV a.C.
Era irmão de Lisipo, e Plínio, o Velho diz que foi o primeiro a tirar moldes do rosto de seus modelos, inaugurando o gênero do retrato realista na escultura da Grécia Antiga.